# Texella
Texella es un género de Grassatores armados en la familia Phalangodidae. Existen más de 20 especies descriptas en  Texella.

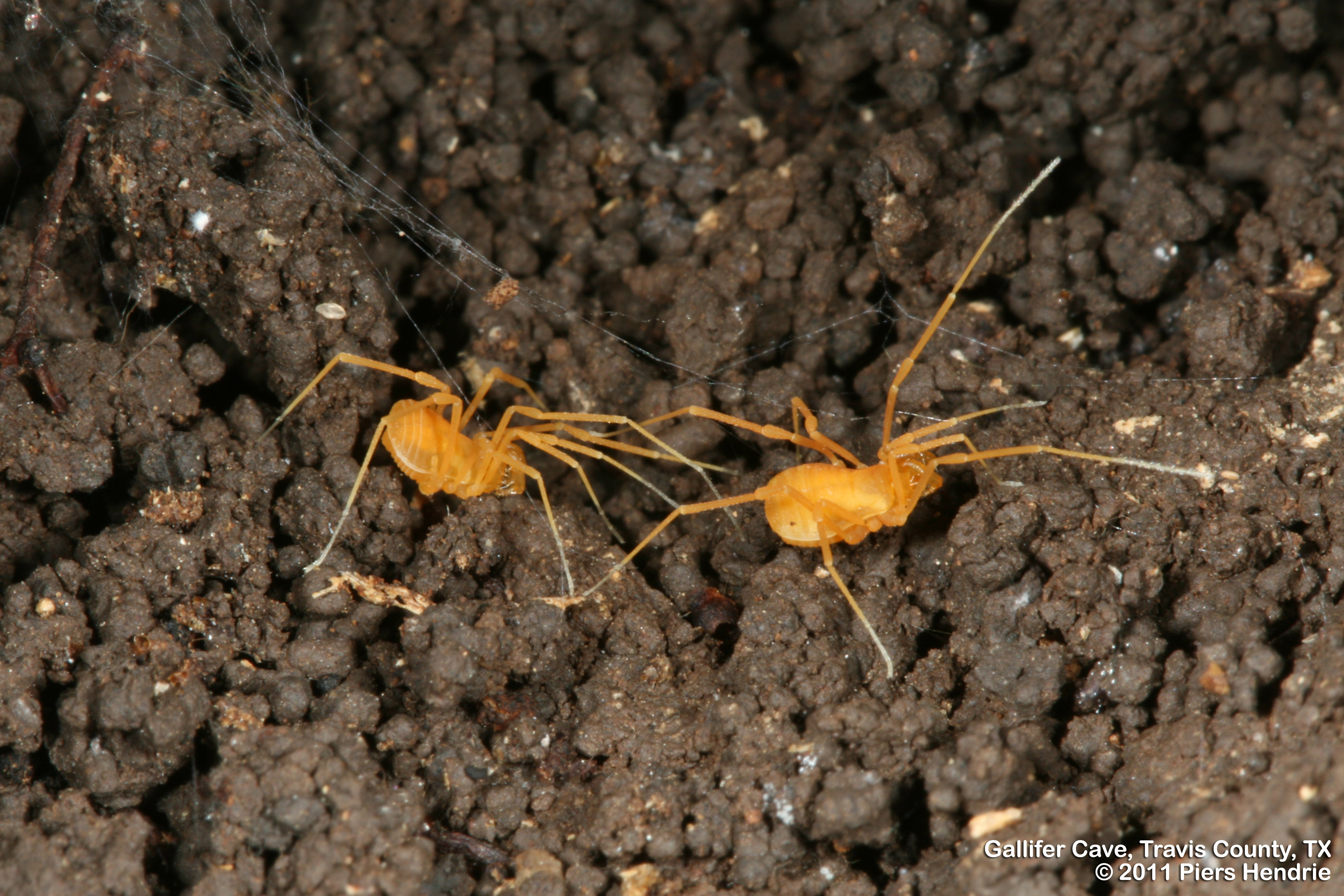
Texella reyesi

## Especies
Estas 21 especies pertenecen al género Texella:
- Texella bifurcata (Briggs, 1968)
- Texella bilobata Ubick & Briggs, 1992
- Texella brevidenta Ubick & Briggs, 1992
- Texella brevistyla Ubick & Briggs, 1992
- Texella cokendolpheri Ubick & Briggs, 1992
- Texella deserticola Ubick & Briggs, 1992
- Texella diplospina Ubick & Briggs, 1992
- Texella fendi Ubick & Briggs, 1992
- Texella grubbsi Ubick & Briggs, 1992
- Texella hardeni Ubick & Briggs, 1992
- Texella homi Ubick & Briggs, 1992
- Texella jungi Ubick & Briggs, 1992
- Texella kokoweef Ubick & Briggs, 1992
- Texella longistyla Ubick & Briggs, 1992
- Texella mulaiki C.J. Goodnight & M.L. Goodnight, 1942
- Texella reddelli C.J. Goodnight & M.L. Goodnight, 1967
- Texella renkesae Ubick & Briggs, 1992
- Texella reyesi Ubick & Briggs, 1992
- Texella shoshone Ubick & Briggs, 1992
- Texella spinoperca Ubick & Briggs, 1992
- Texella welbourni Ubick & Briggs, 1992